# Mexistenasellus colei
Mexistenasellus colei is een pissebed uit de familie Stenasellidae. De wetenschappelijke naam van de soort is voor het eerst geldig gepubliceerd in 1982 door Bowman.